# Lutzomyia falcata
Lutzomyia falcata är en tvåvingeart som beskrevs av Young D. G., Morales A., Ferro C. 1994. Lutzomyia falcata ingår i släktet Lutzomyia och familjen fjärilsmyggor. Inga underarter finns listade i Catalogue of Life.